# 이반 스코브레프
이반 알렉산드로비치 스코브레프(러시아어: Иван Александрович Скобрев, 1983년 2월 8일~)는 러시아의 스피드 스케이팅 선수이다. 장거리 전문 선수이며, 5000m와 10000m 러시아 기록 보유자이다. 2010년 동계 올림픽 5000m 종목에서 스벤 크라머르와 이승훈에 이어 동메달을 획득하였고, 10000m 종목에서는 이승훈에 이어 은메달을 차지하였다.